# Langisjór
Le Langisjór est un lac des Hautes Terres d'Islande.

## Géographie
Sa superficie est d'environ 26 km2. Le lac a une profondeur maximale de 75 mètres.
Le lac est situé au bord du glacier Vatnajökull au sud-ouest de l'Islande dans un lieu assez éloigné de la civilisation.